# Zdeněk Zavřel
Zdeněk Zavřel (* 13. srpna 1943 Praha) je český architekt, vysokoškolský pedagog a bývalý děkan Fakulty architektury ČVUT v Praze.

## Biografie
Vyrostl v Bubenči na Praze 6 a po absolvování studia oboru architektura v roce 1966 na ČVUT v Praze absolvoval v letech 1968 až 1969 stáž v rotterdamském ateliéru Van den Broek a Bakema. Po návratu v roce 1970 se stal členem tzv. Školky v SIAL v Liberci. Když v roce 1978 emigroval do Nizozemska, pracoval v kanceláři Van den Broek a Bakema. V roce 1985 se stal společníkem ateliéru s E. Bakemou a v roce 1989 založil v Rotterdamu vlastní kancelář Atelier Z. Během pobytu vyučoval od roku 1980 do roku 1997 na Technické univerzitě v Delftu.
Vedle své praxe se Zdeněk Zavřel dlouhodobě aktivně podílel na rozvoji architektonické komunity. V roce 1990 založil Czechoslovak Architectural Foundation, což je nadace českých architektů žijících v zahraničí. V roce 2005 byl vyzván, aby se ve volbě ucházel o úřad děkana Fakulty architektury ČVUT. Zvítězil a v roce 2006 byl jmenován. Ve funkci setrval po dvě volební období, kdy ho v roce 2014 nahradil Ladislav Lábus. K jeho přínosům patří mimo jiné iniciativa ke zřízení studijního oboru Průmyslový design, zavedení výuky ekologie a podpora environmentálních aspektů navrhování ve výuce. Uspořádáním workshopu Dutch Ladies, vedeného předními nizozemskými architektkami, podpořil krátce po nástupu do úřadu děkana v roce 2009 myšlenku rovného uplatnění žen v architektonické profesi. Habilitoval a profesorské řízení absolvoval na VUT Brno, aby předešel střetu zájmů. V roce 2009 jej prezident Václav Klaus jmenoval profesorem architektury. Při senátních volbách v roce 2012 kandidoval za TOP 09 a STAN v obvodu č. 26 – Praha 2. 

## Realizované projekty, výběr
Od roku 1975 pracoval nebo spolupracoval na těchto projektech:
- 2004 – nový projekt NL Ambasády v Accře, přestavba NL Ambasády v Praze
- 2003 – přestavba residence Nizozemského velvyslance v Accře
- 2002 – koordinátor pro přestavbu území DURA Coignet v Hoogvlietu / Rotterdam
- 2001 – projekt Nizozemské Ambasády in Accře / Ghana
- 1998 – Grand Prix '98 České Obce Architektu
- 1999 – Rijksgebouwendienst pro RWS v Ijmuiden
- 1997 – České Kulturní Centrum v Paříži
- 1995 – experimentální projekt "Urban Villa in Amstelveen" (s Nizozemským týmem IEA X.t.//)
- 1994 – první přestavba Nizozemské Ambasády v Praze
- 1994 – Nationale Prijsvraag Stedelijke Basisschool te Amsterdam
- 1986 - 1999 – řada bytových, školských a užitných staveb v Rotterdamu, Amsterdamu a jinde
- 1978 – Vrcholová stanice a Česká bouda na Sněžce (s D. Vokáčem)